# Brittany Schussler
Brittany Schussler (* 21. April 1985 in Winnipeg, Manitoba) ist eine kanadische Eisschnellläuferin.
Brittany Schussler ist eine Allrounderin und seit 2000 international aktiv. Zwischen 2000 und 2004 trat sie mehrfach im Mini-Vierkampf und in Teamrennen bei Juniorenweltmeisterschaften an. 2003 in Kushiro und 2004 in Roseville gewann sie mit dem Team die Bronzemedaille. Im Weltcup debütierte sie im Januar 2003 in Kearns über 100 Meter und belegte den 24. Platz. Ihre erste Platzierung unter den besten Zehn erreichte sie im Dezember 2005 als Mannschafts-Neunte in Turin. Im Folgemonat kam sie als Neunte über 1000 Meter erstmals in einem Einzelrennen in die Top Ten.
Ihre bislang beste Platzierung belegte sie als Fünfte auf der 1000-Meter-Strecke im Januar 2007 in Heerenveen. Beim folgenden Weltcup in Turin erreichte sie mit dem zweiten Rang im Teamwettbewerb ihre insgesamt beste Weltcupplatzierung. 2001 gewann sie den kanadischen Titel im Mini-Vierkampf. 2006 wurde sie Dritte über 1500 Meter und 2007 über 3000 Meter.